# Papa Pius al V-lea
Papa Pius al V-lea (n. 17 ianuarie 1504, Bosco Marengo, Piemont, Italia – d. 1 mai 1572, Roma, Statele Papale) a fost un papă al Romei, cu numele de mirean Antonio Ghislieri.